# Rose Abdoo
Rose Abdoo (* 28. November 1962 in Chicago, Illinois) ist eine US-amerikanische Schauspielerin und Comedian libanesisch-dominikanischer Abstammung.

## Leben und Karriere
Rose Abdoo stammt aus Chicago und hat libanesisch-dominikanische Wurzeln. Sie hat einen Bachelor in Kommunikationswissenschaft von der Michigan State University. Ihre Schauspielkarriere startete in ihrer Geburtsstadt, in der sie zunächst etwa in Improvisationstheatern oder bei der Second City auftrat. Mit der letzteren trat sie etwa in dem Stück We Made a Mesopotamia, Now You Clean It Up auf, für welches sie 1991 als Beste Darstellerin in einem Revue mit einem Joseph Jefferson Award ausgezeichnet wurde. Im Jahr 1994 moderierte sie diese Auszeichnungsverleihung persönlich. Eine kurze Zeit lang war sie Teil des kurzlebigen Variete-Programms Happy Happy Good Show an der Seite von Conor O’Brian und Bob Odenkirk.
Seit 1993 übernimmt sie Rollen in Film und Fernsehen und war zunächst wiederkehrend als Beverly Florio in der Serie Johnny Bago zu sehen. Es folgten weitere Serienauftritte, etwa in Missing Persons, Pride & Joy, Lass es, Larry!, Dr. Vegas, CSI: NY, Monk oder Malcolm mittendrin. Auch in Filmen wie Die Hochzeit meines besten Freundes, Wer tötete Vicotr Fox? oder Good Night, and Good Luck. übernahm sie bald Nebenrollen. Für letzteren wurde sie gemeinsam mit dem Ensemble für einen Screen Actors Guild Award nominiert.
Bekanntheit erlangte Abdoo vor allem durch ihre Rollen in den Serien Raven blickt durch oder als Gypsy in Gilmore Girls. Auch für die Fortsetzung Gilmore Girls: Ein neues Jahr stand sie 2016 erneut vor der Kamera. Weitere Serien-Nebenrollen folgten mit New in Paradise, Parenthood oder 2015 in Scandal.

## Filmografie (Auswahl)
- 1993: Johnny Bago (Fernsehserie, 8 Episoden)
- 1994: Missing Persons (Fernsehserie, Episode 1x15)
- 1995: Pride & Joy (Fernsehserie, Episode 1x04)
- 1997: Die Hochzeit meines besten Freundes (My Best Friend's Wedding)
- 1998: Auf der Jagd (U.S. Marshals)
- 1999: Popular (Fernsehserie, Episode 1x04)
- 2000: Lass es, Larry! (Curb your Enthusiasm, Fernsehserie, Episode 1x05)
- 2001: Three Sisters (Fernsehserie, Episode 1x11)
- 2002: Wer tötete Victor Fox? (Unconditional Love)
- 2002–2007: Gilmore Girls (Fernsehserie, 23 Episoden)
- 2003: Lady Cops (Fernsehserie, eine Episode)
- 2003–2006: Raven blickt durch (That's So Raven, Fernsehserie, 9 Episoden)
- 2005: Dr. Vegas (Fernsehserie, Episode 1x09)
- 2005: CSI: NY (Fernsehserie, Episode 1x17)
- 2005: Jungfrau (40), männlich, sucht … (The 40 Year Old Virgin)
- 2005: Monk (Fernsehserie, Episode 4x08)
- 2005: Good Night, and Good Luck.
- 2005: Inconceivable (Fernsehserie, Episode 1x06)
- 2005: Malcolm mittendrin (Malcolm in the Middle, Fernsehserie, 2 Episoden)
- 2006: Relative Strangers
- 2007: In Case of Emergency (Fernsehserie, Episode 1x04)
- 2007: Familienstreit de Luxe (The War at Home, Fernsehserie, Episode 2x17)
- 2008: The Return of Jezebel James (Fernsehserie, Episode 1x01)
- 2008: Out of Jimmy’s Head (Fernsehserie, Episode 1x16)
- 2008: Brothers & Sisters (Fernsehserie, Episode 3x07)
- 2009: WordGirl (Fernsehserie, Episode 2x04, Stimme)
- 2009: I Hate Valentine's Days
- 2009: Die Zauberer vom Waverly Place (Wizards of Waverly Place, Fernsehserie, Episode 2x18)
- 2009: Without a Trace – Spurlos verschwunden (Without a Trace, Fernsehserie, Episode 7x21)
- 2010: Meine Schwester Charlie (Good Luck Charlie, Fernsehserie, Episode 1x12)
- 2010–2014: Pretty Little Liars (Fernsehserie, 2 Episoden)
- 2011: Bad Teacher
- 2011: 2 Broke Girls (Fernsehserie, Episode 1x12)
- 2012: Friend Me (Fernsehserie, Episode 1x07)
- 2012: Hotel Transsilvanien (Hotel Transylvania, Stimme)
- 2012: Unterwegs mit Mum (The Guilt Trip)
- 2012–2013: New in Paradise (Fernsehserie, 7 Episoden)
- 2012–2014: Parenthood (Fernsehserie, 6 Episoden)
- 2013: Spy (Fernsehfilm)
- 2013: The Mentalist (Fernsehserie, Episode 5x18)
- 2013: Happy Endings (Fernsehserie, Episode 3x18)
- 2013: Psych (Fernsehserie, Episode 7x08)
- 2013: Family Tools (Fernsehserie, Episode 1x04)
- 2013: The Millers (Fernsehserie, Episode 1x04)
- 2013–2014: Shameless (Fernsehserie, 2 Episoden)
- 2014: Sofia die Erste – Auf einmal Prinzessin (Sofia the First, Fernsehserie, Episode 2x03, Stimme)
- 2014: Garfunkel and Oates (Fernsehserie, Episode 1x05)
- 2014: Willkommen bei Alice (Welcome to Me)
- 2014: Cake
- 2014: Castle (Fernsehserie, Episode 7x01)
- 2014: Grey’s Anatomy (Fernsehserie, Episode 11x05)
- 2014: The Comeback (Fernsehserie, 3 Episoden)
- 2014: Major Crimes (Fernsehserie, Episode 3x16)
- 2015: Odd Couple (The Odd Couple, Fernsehserie, Episode 1x11)
- 2015: Ich war’s nicht (I Didn't Do It, Fernsehserie, Episode 2x13)
- 2015: Hotel Transsilvanien 2 (Hotel Transylvania 2, Stimme)
- 2015: The Grinder – Immer im Recht (The Grinder, Fernsehserie, 2 Episoden)
- 2015: Scandal (Fernsehserie, 4 Episoden)
- 2015: Yellow Day
- 2016: Other Peoople
- 2016: Veep – Die Vizepräsidentin (Veep, Fernsehserie, 2 Episoden)
- 2016: Mike & Molly (Fernsehserie, Episode 6x12)
- 2016: Gilmore Girls: Ein neues Jahr (Gilmore Girls: A Year in the Life, Fernsehserie, 4 Episoden)
- 2016: Shut Eye (Fernsehserie, Episode 1x09)
- 2016: Dr. Ken (Fernsehserie, Episode 2x11)
- 2017: Chicanery
- 2017: Criminal Minds (Fernsehserie, Episode 13x03)
- 2018: Will & Grace (Fernsehserie, Episode 9x10)
- 2018: The Middle (Fernsehserie, Episode 9x16)
- 2019: Better Things (Fernsehserie, 2 Episoden)
- 2019–2020: Bless This Mess (Fernsehserie, 8 Episoden)
- 2020: Friendsgiving
- 2020: Saved by the Bell (Fernsehserie, 2 Episoden)
- 2021: Barb and Star Go to Vista Del Mar
- seit 2021:  Hacks (Fernsehserie)
- 2022: Call Me Kat (Fernsehserie, 1 Episode)
- 2023: Navy CIS: L.A. (Fernsehserie, Episode 14×17)